# Kaplica Zygmuntowska na Wawelu

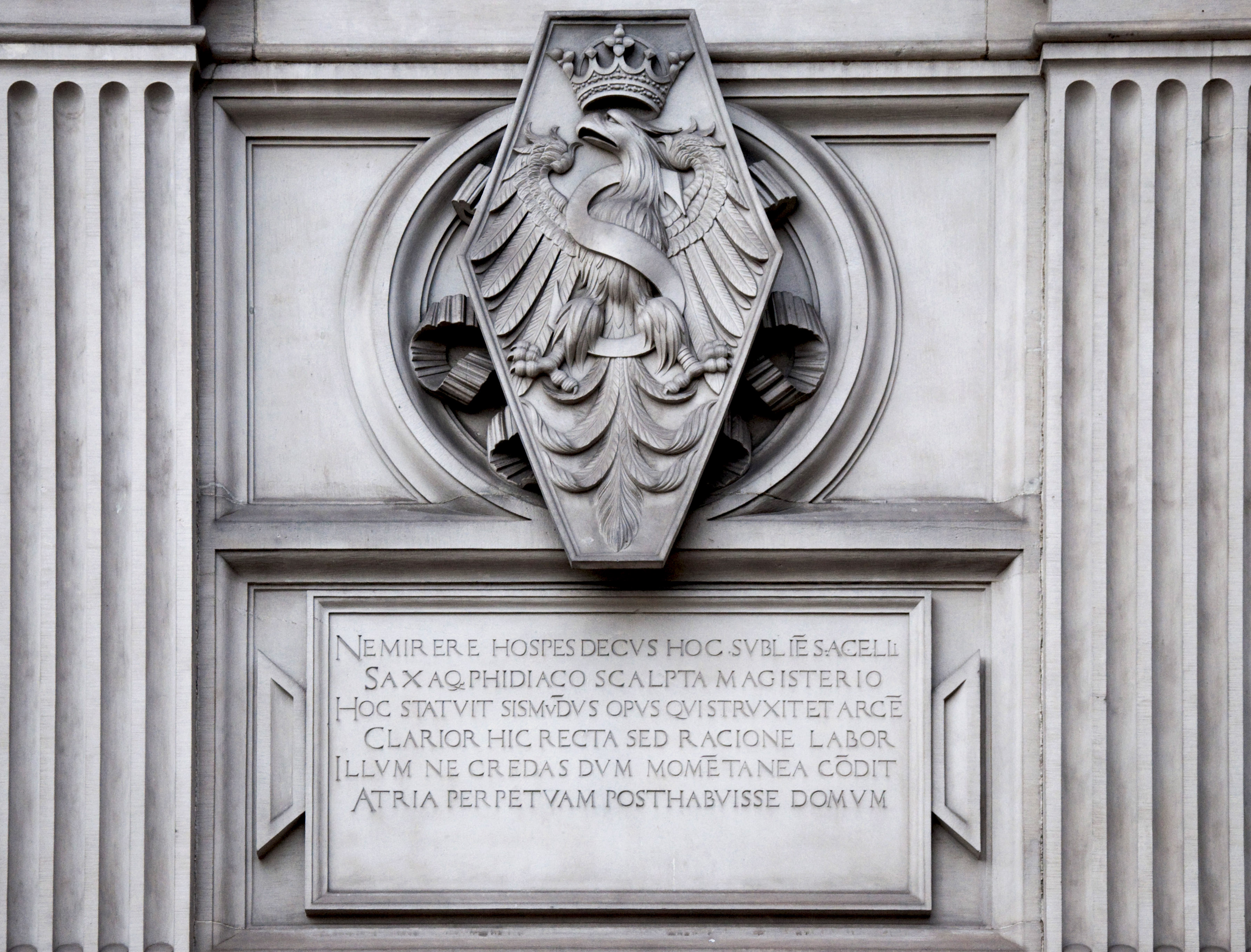
Dedykacja na fasadzie kaplicy

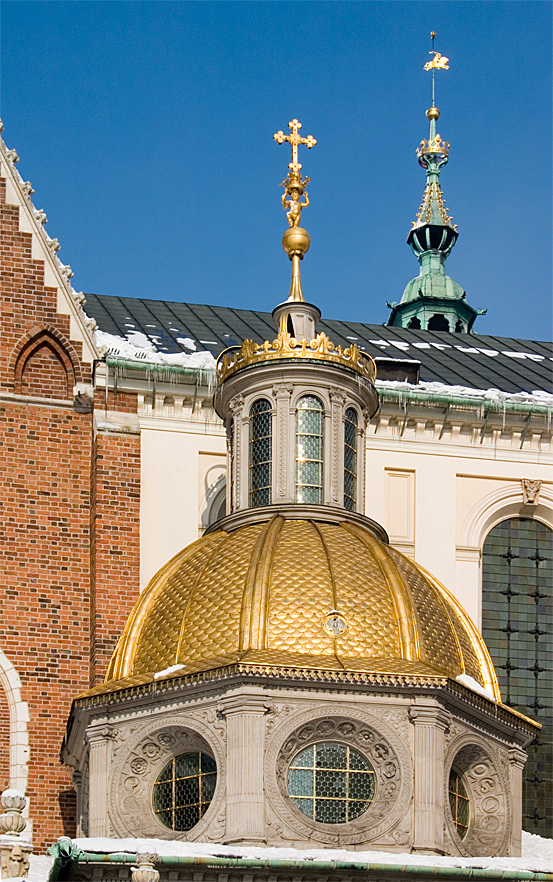
Ośmioboczny bęben, kopuła i latarnia kaplicy Zygmuntowskiej

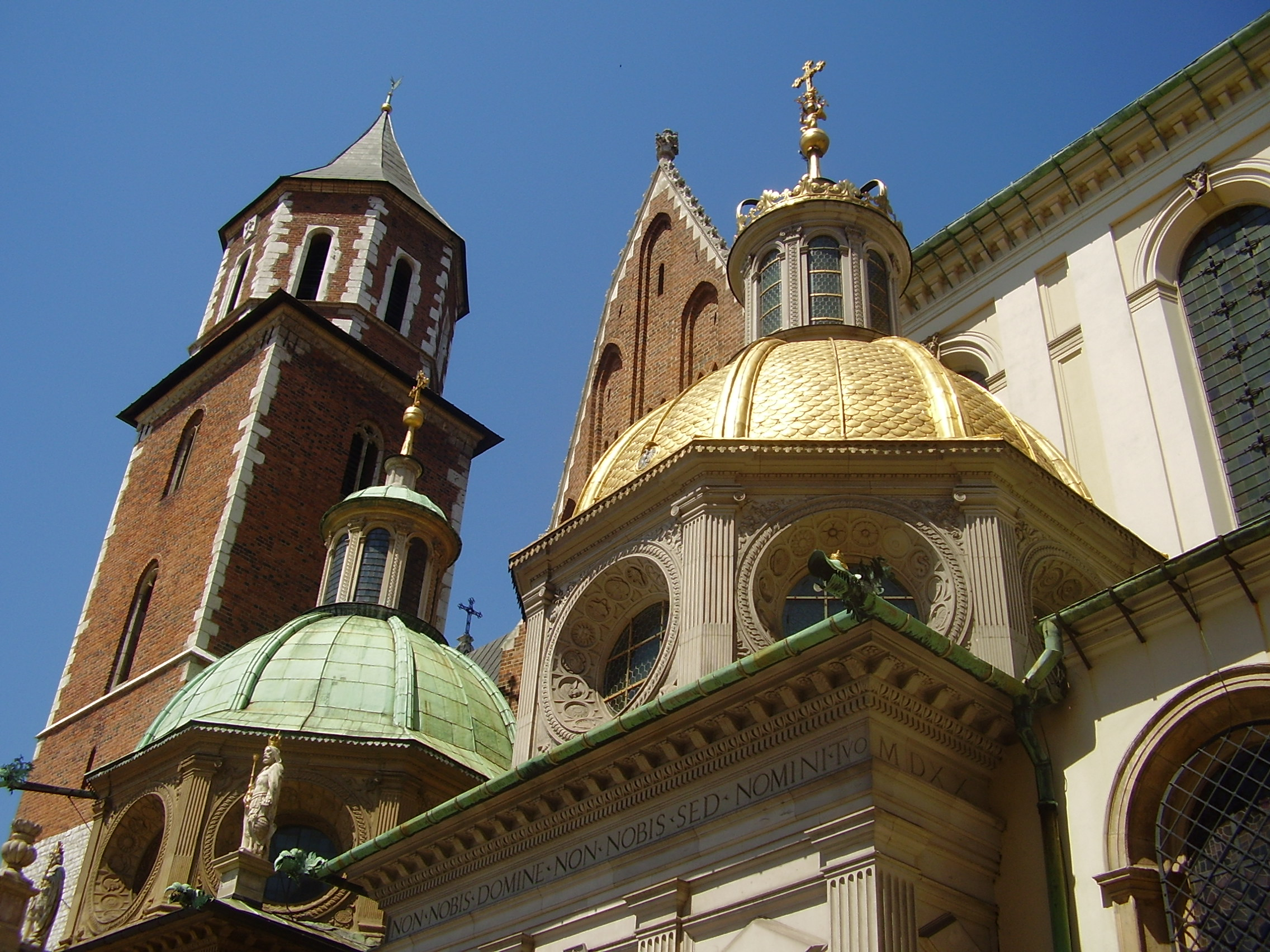
Kaplica Zygmuntowska (na zdjęciu z prawej), z lewej kopuła kaplicy Wazów i Wieża Srebrnych Dzwonów

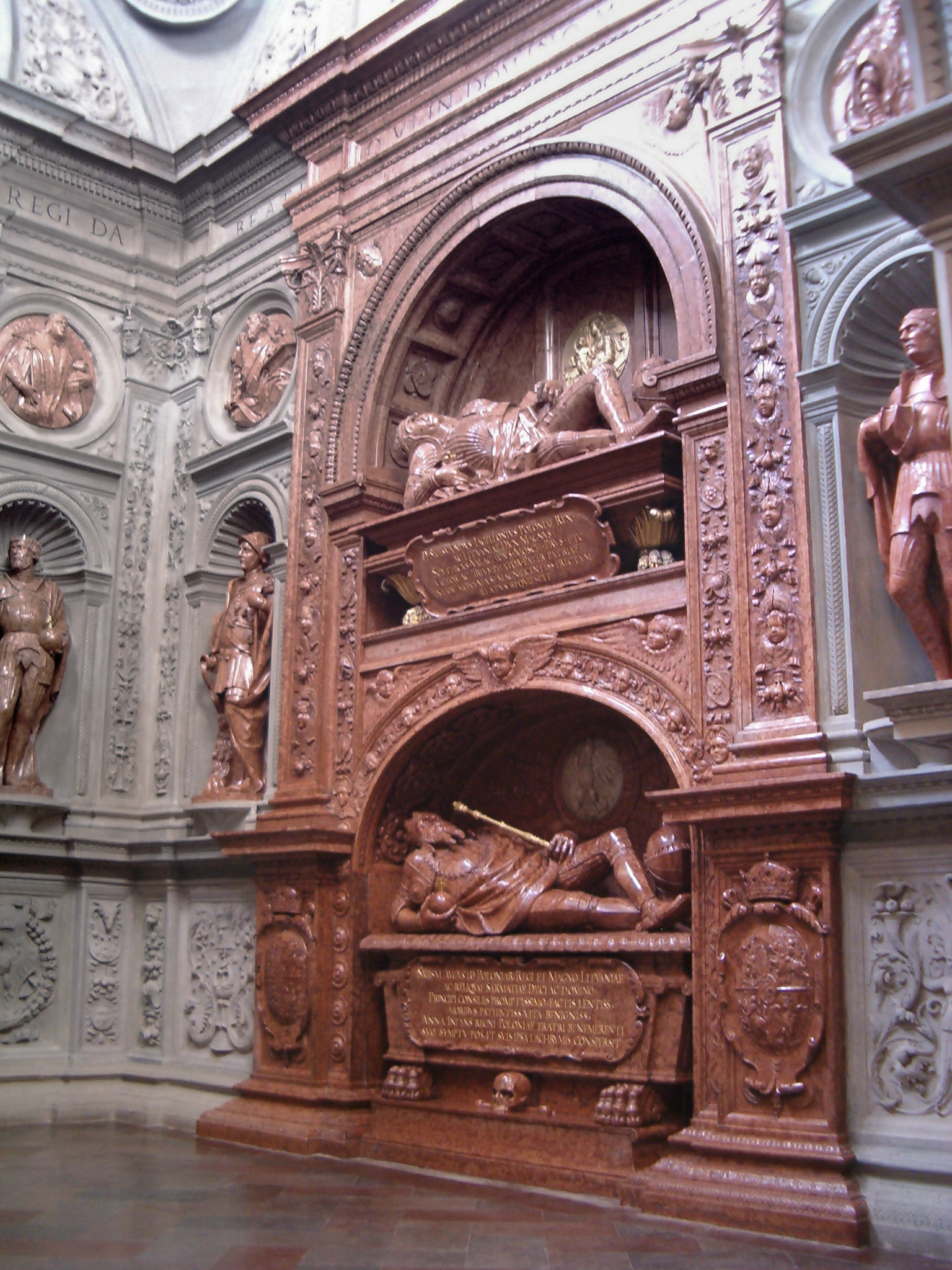
Nagrobek Zygmunta I Starego i Zygmunta II Augusta.

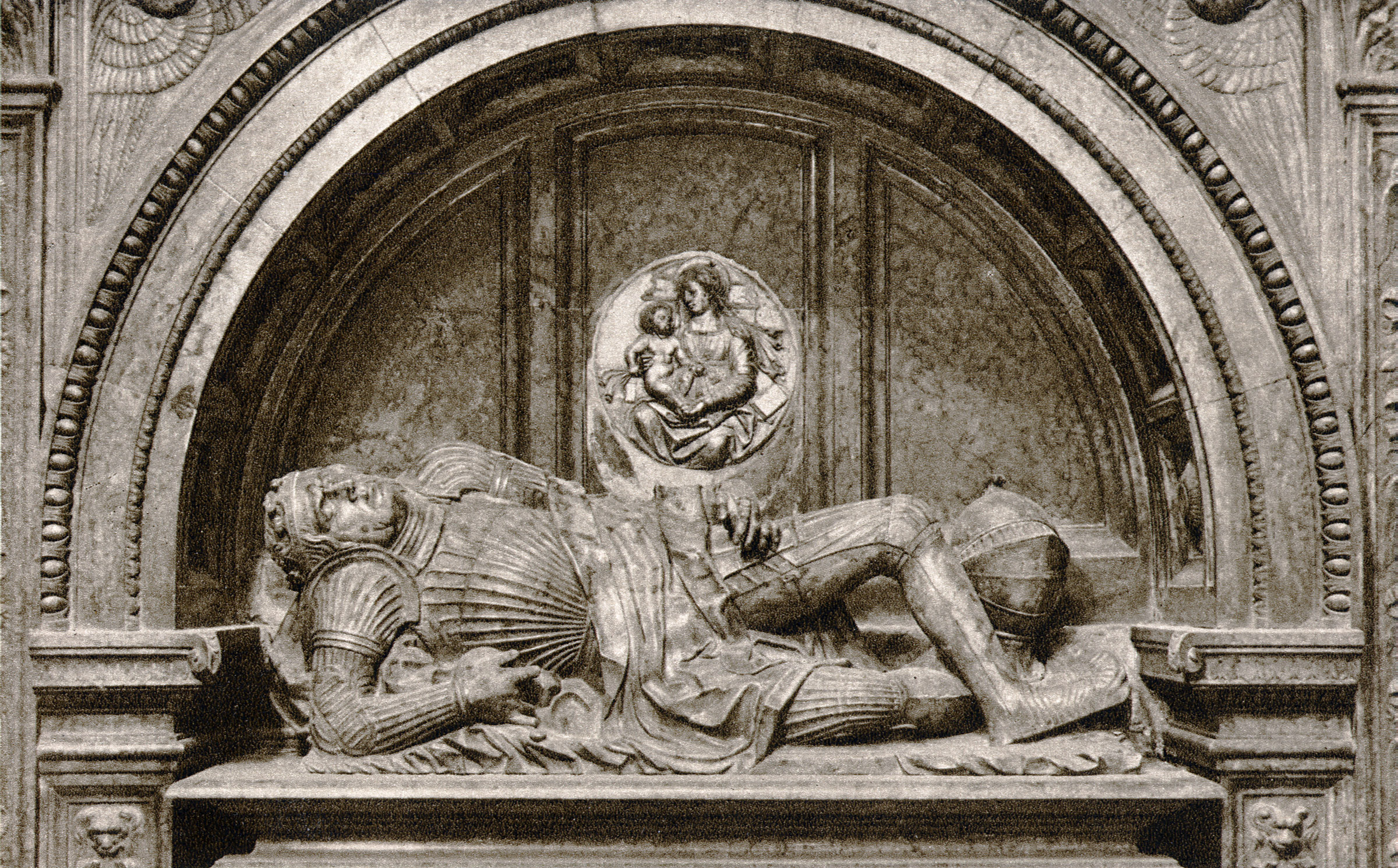
Nagrobek Zygmunta I Starego, lata 30. XVI w.

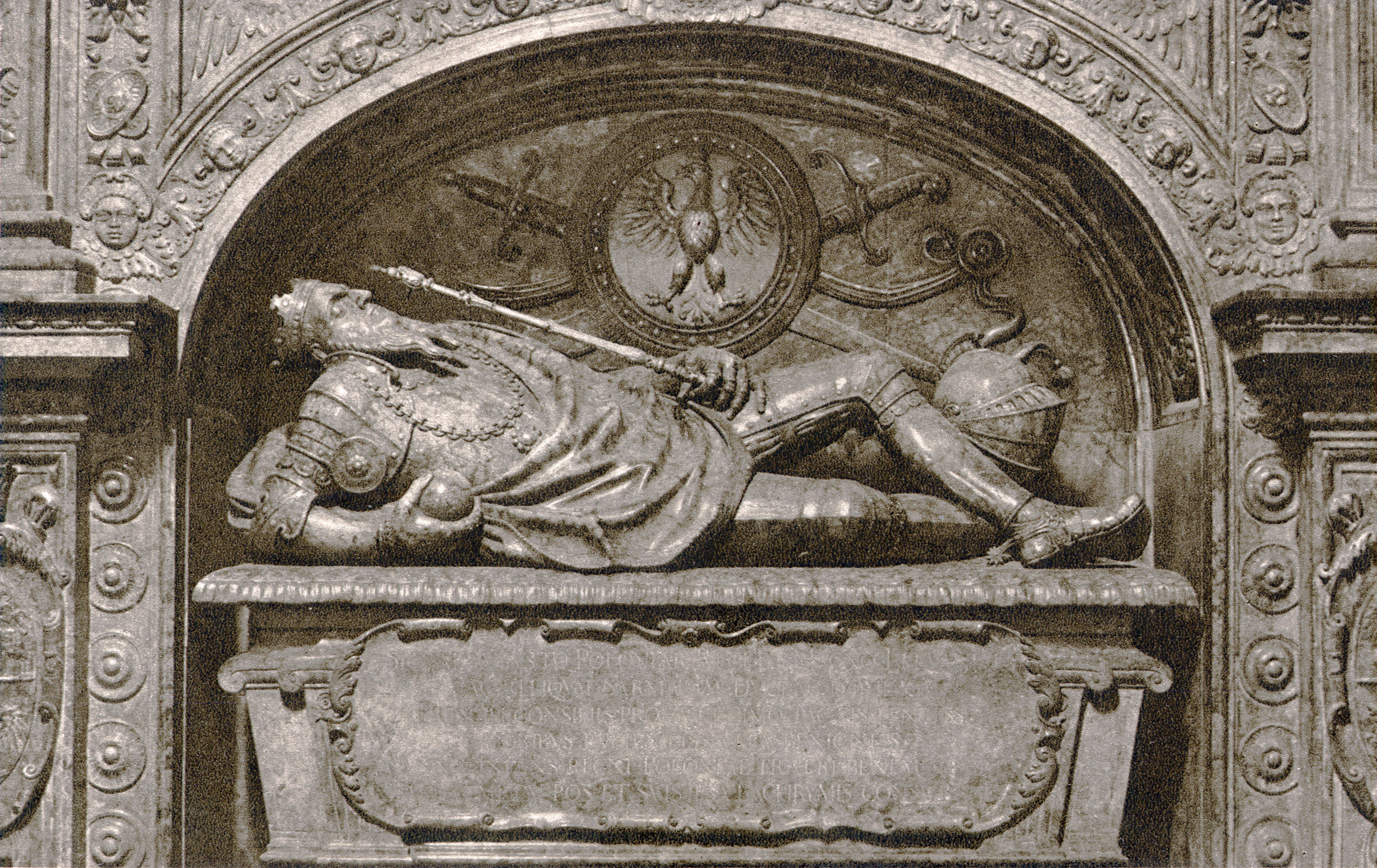
Nagrobek Zygmunta II Augusta, lata 70. XVI w.

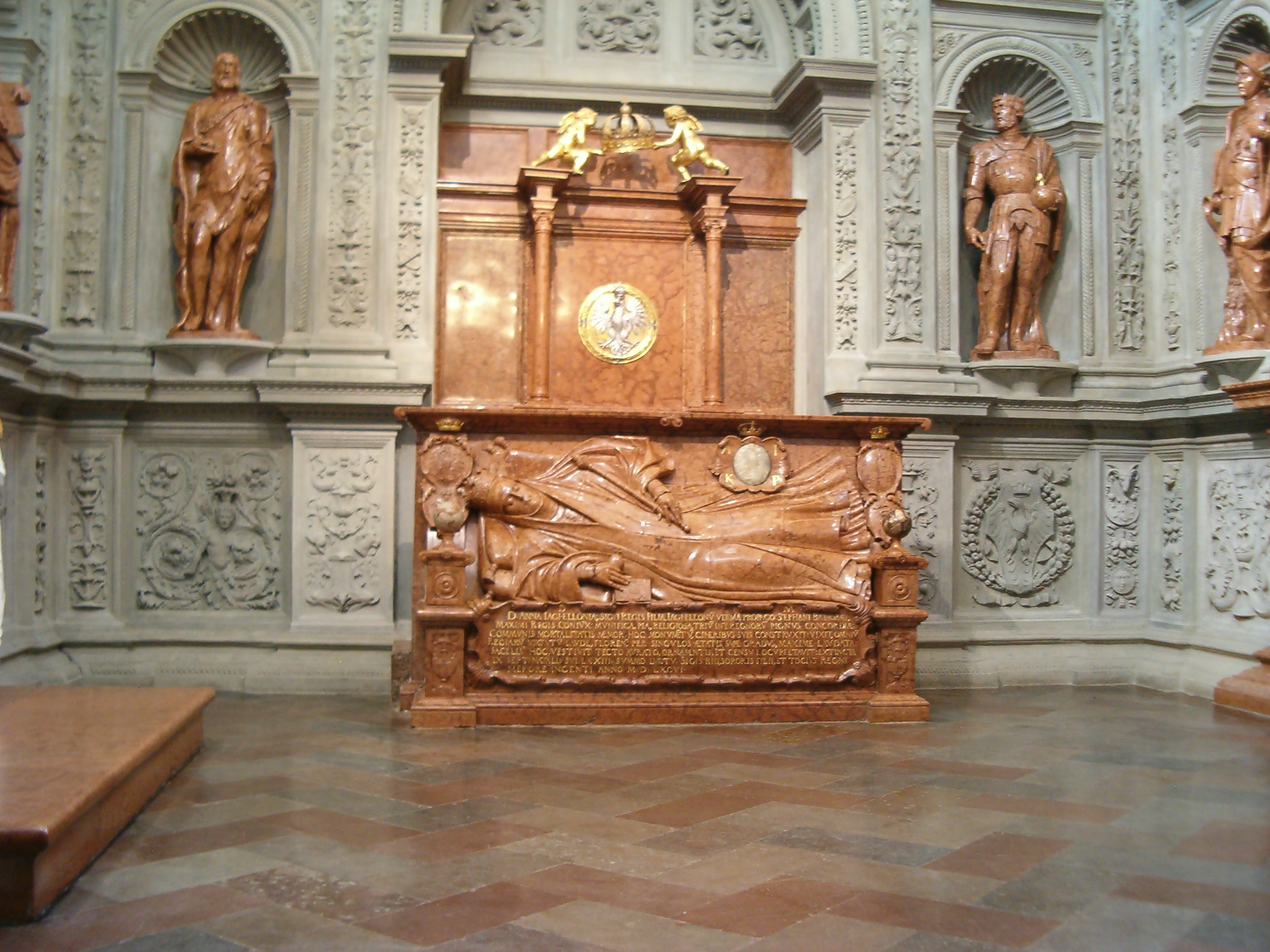
Płyta nagrobna Anny Jagiellonki, lata 80. XVI w.

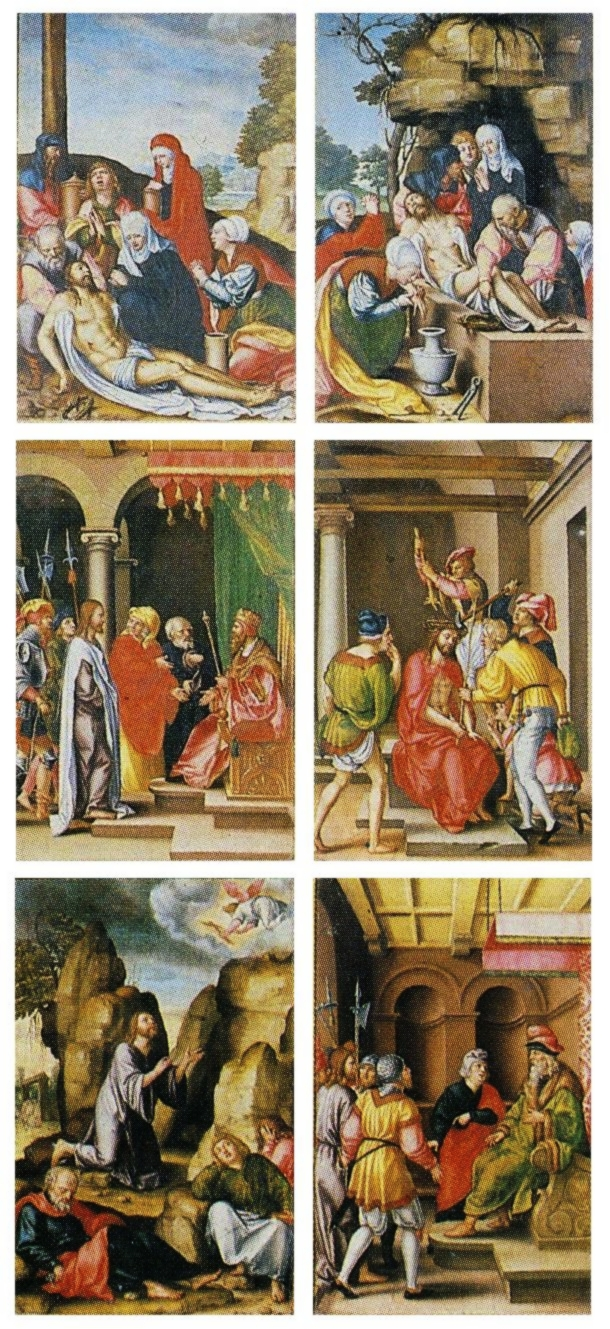
Skrzydła zamkniętego ołtarza ze scenami Męki Pańskiej Georga Pencza (1531-38)

Kaplica Zygmuntowska zw. także Królewską, Rorantystów i Jagiellońską, pod wezwaniem Wniebowzięcia Najświętszej Marii Panny, świętego Zygmunta i świętej Barbary – jedna z 19 kaplic w katedrze wawelskiej.
Przykład florenckiej architektury renesansowej poza Włochami. Niemiecki historyk sztuki August Ottmar Essenwein (ur. 1831, zm. 1892) nazwał ją perłą renesansu z tej strony Alp.

## Historia
Po śmierci królowej Barbary Zapolyi, pierwszej żony Zygmunta I Starego, wstrząśnięty król postanowił zbudować jej i swojej rodzinie mauzoleum. Do realizacji zamierzeń króla sprowadzono florenckiego artystę Bartolommea Berecciego, który w 1517 r. zaprezentował pierwsze plany kaplicy. Fundamenty założono w 1519 r. po zburzeniu XIV-wiecznej kaplicy Kazimierza Wielkiego. Właściwą budowę zaczęto w 1524 (kiedy powstały mury), a skończono w 1531 r. Miedzianą kopułę (wraz z krzyżem i dźwigającym go aniołkiem) zbudowano w 1526 r. Konsekracja odbyła się w 1533 r. Z Berreccim współpracowali inni włoscy artyści: Antoni z Fiesole, Mikołaj Castiglione, Filip z Fiesole, Bernardinus de Gianottis, Jan Soli, Jan Cini ze Sieny oraz Jan Maria Padovano. Mauzoleum (w którym do 1872 r. brzmiały chóry rorantystów) było później wielokrotnie konserwowane: w 1776 r., w latach 1891–1894 (Sławomir Odrzywolski) oraz 1954 – 1963 (Rudolf Kozłowski przy współudziale rzeźbiarza Wiesława Łabędzkiego) i w 2004 kiedy zastosowano pierwszy raz laserowe, nieinwazyjne czyszczenie wielowiekowych zabrudzeń (profesorowie Jan Marczak i Andrzej Koss).

## Architektura
Jest to pierwsza w pełni renesansowa budowla w Polsce o bogatym programie ideowym. Kaplica na planie centralnym jest zamknięta kopułą wspartą na bębnie z latarnią. Prosta kompozycja z zewnątrz kaplicy określona została jako zespół czterech brył geometrycznych, spiętrzonych w trzech kondygnacjach: (1) przyziemia w formie sześcianu stanowiącego korpus, (2) części złożonej z ośmiobocznego, regularnego graniastosłupu bębna, przeprutego kolistymi oknami oraz wydłużonej kopuły, (3) ostatniej części – walcowatej latarni z dekoracyjnym zwieńczeniem. W kondygnacjach tych występują pilastry w tzw. porządku spiętrzonym, który jest typowym antycznym motywem rzymskim (występuje np. w Koloseum).

### Korpus
Elewacja południowa korpusu, w przyziemiu łamany cokół z trzema prostokątnymi polami, w drugim polu znajduje się tablica z inskrypcją. Cokół łamie się odpowiednio w miejscach znajdujących się nad nim pilastrów. Powyżej są trzy osie dzielone kanelowanymi toskańskimi pilastrami. Przestrzeń między nimi wypełniają trzy geometryczne pola, ustawione wertykalnie i oddzielone od siebie horyzontalnymi pasami. Pola są kolejno w kształcie rombu, prostokątu ze zdobieniem uszatym oraz ponownie rombu. W środkowej osi (tak jak w cokole) wspomniany prostokąt posiada inskrypcję, a nad nim zamiast rombu widoczny sześciokątny kartusz herbowy wpisany w koło. Pole tarczy wypełnia ukoronowany orzeł ze wstęgą (orzeł Zygmunta Starego). Na pilastrach wspiera się belkowanie. Fryz ciągły wypełniony maksymą, cytatem pierwszego wersetu Psalmu 115, „NON NOBIS DOMINE NON NOBIS SED NOMINI TUO” („Nie nam Panie, nie nam, ale imieniu Twemu”). Całość od tamburu oddzielają jajownik, pas kroksztynu oraz gzyms koronujący ze szczytu, z którego zwisa ciąg niewielkich złotych koniczyn.

### Bęben
Bęben z zewnątrz na planie ośmioboku, wewnątrz przechodzi w plan okrągły. W każdej z ośmiu ścian znajduje się kwaterowany oculus rozszerzający się na zewnątrz. Ścianki rozszerzeń bogato rzeźbione. Widać na nich zamknięte w koła: panoplia, ptasie łby, wizerunki słońc oraz stylizowane kwiaty. Całe przeźrocze oplata ornament sznurowy. Narożniki tamburu przyozdobione kanelowanymi pilastrami o jońskich kapitelach. Żagielki między pilastrami a oculusem wypełniają przeróżne motywy (główki aniołków między skrzydełkami, wici liści akantu, kwiaty, maszkarony). Dalej widoczne jest wsparte o pilastry belkowanie z ciągłym perełkowaniem pod gzymsem.

### Kopuła
Kopuła pokryta jest złotą blachą z wzorem rybiej łuski. Na środku południowego spadu kopuły przymocowany jest ciemny orzeł z koroną. Na szczycie kopuły znajduje się walcowata latarnia z ośmioma wąskimi przeźroczami. Obramienia okienne w formie arkad. Przestrzeń między oknami zdobiona jest przez pilastry kompozytowe o rzeźbionych trzonach z motywem plecionej w warkocz wstęgi. Następnie belkowanie bez dekoracji. Całą latarnię przykrywa korona, a w jej zwieńczeniu znajduje się półklęczący na kuli anioł trzymający koronę królewską, z której wyłania się krzyż łaciński symbolizujący suwerenną władzę daną od Boga.
Wśród istniejących kaplic włoskich brak jest analogii. Istnieje natomiast rysunek Leonarda da Vinci, który mógł stanowić inspiracje dla rozwiązań zewnętrznych kaplicy.

### Dekoracja wnętrza
Jako dzieło architektury renesansowej, kaplica powstała przez pokrycie masy muru tworzącej właściwą konstrukcję dwustronną okładziną w postaci podziałów, stanowiących pozorny, ramowy szkielet konstrukcyjny, oparty na zasadzie antycznych porządków.
Relatywnie ubogie zdobienia elewacji rekompensują szczególnie bogate opracowanie wnętrza w konwencji horror vacui. Jako kaplica na pół prywatna, została oddzielona od katedry dekoracyjną kratą. Ściany korpusu z powodu występujących wewnątrz nisz tworzą w rzucie plan krzyża greckiego. Na zachodniej ścianie znajduje się nagrobek Zygmunta I Starego (zleceniodawcy kaplicy), a pod nim jego syna Zygmunta II Augusta, na południowej ścianie umieszczono nagrobek córki Zygmunta Starego, a siostry Augusta Anny, wschodnią ścianę zajmuje ołtarz Zaśnięcia Najświętszej Marii Panny. Wszystkie ściany oplata łamany cokół z polami wypełnionymi arabeską (przeplecioną mitycznymi stworami i maszkaronani) oraz herbami.
Nad cokołem podziały ścian kopiują motyw trójprzelotowego łuku triumfalnego, z dwoma bocznymi przęsłami węższymi i środkowym przęsłem szerszym. Węższe stanowią aedicule nakryte konchą z rzeźbami św. Piotra, Pawła, Wacława, Floriana, Jana Chrzciciela oraz uważaną za najlepszą w Polsce wolnostojącą renesansową rzeźbą św. Zygmunta. Nad niszami znajdują się tonda z przedstawieniami czterech ewangelistów (Mateusza, Marka, Łukasza, Jana) oraz królów Dawida i Salomona. Salomonowi nadano rysy twarzy Zygmunta I, Dawid otrzymał twarz Seweryna Bonera, zarządcy dóbr królewskich sprawującego pieczę nad budową kaplicy.
Ustawienie nagrobka Zygmuntów naprzeciw ołtarza Zaśnięcia Marii Panny wiąże się z nadzieją na zmartwychwstanie za jej pośrednictwem. Pomocy w osiągnięciu tego celu mają udzielić również św. Piotr i Paweł (przedstawiciele Kościoła), Florian (patron Krakowa) i Wacław (patron katedry), Zygmunt (imiennik i patron króla) oraz Jan (patron królewskiego doradcy J. Bonera). Program ideowy dopełniają wizerunki św. Wojciecha i Stanisława na skrzydłach ołtarza. W tondach m.in. Salomon i Dawid – archetypy królów (mądrość i muzyka, której obecności w kaplicy wymagał akt fundacyjny).
Szersze przęsła zamknięte łukiem pełnym z archiwoltą (wszystkie łuki wewnątrz są dekorowane i profilowane). Rzeźby w niszach, tonda, nagrobki oraz ołtarz zrobione są z czerwonego marmuru węgierskiego, a architektoniczne obramienia z białego alabastru, kolorystyka ta ma nawiązywać do barw godła polskiego.
Przęsła szersze oddzielone są parami kompozytowych pilastrów. Trzony pilastrów wspierających łuk są dekorowane zwisem podwieszonym o maszkarony. Trzony pilastrów wspierających belkowanie ozdobione są ornamentem kandelabrowym z maszkaronami na kapitelach, wyjątek stanowi przęsło z nagrobkami Zygmuntów. W całości po gzyms koronujący zrobione są z czerwonego marmuru, flankujące nagrobki pilastry udekorowane na trzonach, wertykalnie pięcioma głowami putt, przestrzenie między głowami wypełniają owoce. Pachy łuków z głowami aniołów. Pilastry wspierają łamiące się nad nimi belkowanie. We fryzie ciągłym na wszystkich ścianach wykuto maksymę oraz fragment psalmu, ich treści to:
| 1 | Ściana północna (wejściowa)           | „CONFITEANTUR TIBI DOMINE OMNES, |
| 2 | Ściana wschodnia (ołtarz)             | GENTES, QUI DAT SALUTEM REGIBUS” |
| 3 | Ściana południowa (nagrobek Anny)     | „DEUS, IUDICIUM TUUM REGI DA”    |
| 4 | Ściana zachodnia (nagrobki Zygmuntów) | „BEATI QUI IN DOMINO MORIUNTUR”  |

| 1 | Ściana północna (wejściowa)           | „Niech wysławiają Cię Panie wszystkie         |
| 2 | Ściana wschodnia (ołtarz)             | narody, który daje (dajesz) zbawienie królom” |
| 3 | Ściana południowa (nagrobek Anny)     | „Daj swe baczenie, Boże, królowi”             |
| 4 | Ściana zachodnia (nagrobki Zygmuntów) | „Błogosławieni, którzy umierają w Panu”       |

Powyżej widoczne perełkowanie oraz łammy gzyms koronujący, na którym wspierają się dwa wpisane w siebie łuki – mniejszy, podzielony na trzy części pionowymi pasami, opiera się o pilastry flankujące szersze przęsło (wspomnianego łuku triumfalnego), a większy opiera się o skrajne pilastry ściany. Wszystkie przestrzenie obu łuków wypełnione są dekoracją rzeźbiarską przedstawiającą nagie ciała trytonów w fikuśnych scenach (zestawienie we wnętrzu symboli kościelnych oraz pogańskich symbolizuje życie zmarłego, na które składają się dobre i złe uczynki oraz jego drogę do zbawienia). Na tej wysokości w narożach występują pendentywy, które przekształcają plan obiektu na kolisty. Gładkie pola pendentyw dekorują zawieszone medaliony z przemiennymi godłami Polski oraz Litwy, co symbolizuje jedną władzę nad dwoma narodami. Kolisty plan we wnętrzu przyjmuje też tambur.
W bębnie występuje osiem okrągłych otworów okiennych (trzy od północy zamurowane w XVIII w.). Między oknami występują pilastry, wszystkie powierzchnie bogato dekorowane. Kopuła sferyczna zdobiona pięcioma wzwyż na szesnaście wszerz rządów kasetonów z motywem rozet, kasetony maleją wraz ze zbliżaniem się do latarni i mają 80 różnych form. Rzędy oddzielają poziome i pionowe dekoracyjne pasy, na skrzyżowaniach dekorowane są kołami. Kopuła symbolizuje niebo i baldachim rozpięty nad grobem i ołtarzem, być może jest to nawiązanie do tradycyjnych na Wawelu baldachimowych nagrobków królewskich. Zwieńczeniem kopuły jest wpuszczająca do środka światło latarnia, na jej podniebieniu znajduje się sygnatura autora kaplicy – „BARTHOLO FLORENTINO OPIFICE”.

#### Nagrobki Zygmuntów
Pierwotnie w arkadowej wnęce znajdował się jedynie nagrobek Zygmunta I Starego, jeszcze za jego życia (zm. 1548). Po śmierci Zygmunta II Augusta sarkofag ten podniesiono, umieszczając pod nim rzeźbioną trumnę z posągiem ostatniego z Jagiellonów, fundacji siostry, Anny. Posąg Zygmunta Starego w pozycji budzącego się ze snu wykonał (a niewątpliwie zaprojektował) sam Berrecci. Posąg Zygmunta Augusta rzeźbił Santi Gucci. Nagrobny pomnik stał się wzorem dla wielu nagrobków magnackich i szlacheckich w Polsce, jego wpływy znaleźć można również na innych nagrobkach w katedrze.

#### Ława królewska
Ława pochodzi z lat 1527 – 1529, wieńczy ją korona podtrzymywana przez dwa aniołki odlane w brązie przez Berrecciego. Pierwotne przedpiersie ławy zostało przeniesione do kaplicy Batorego, a w jego miejsce ustawiono marmurową płytę nagrobną królowej Anny Jagiellonki (zm. 1596) dłuta Santi Gucciego, jeszcze za jej życia, zapewne ok. roku 1583.

#### Ołtarz
Ufundowany przez Zygmunta Starego otwierany ołtarz jest dziełem zbiorowym artystów norymberskich z lat 1531 – 1538, wykonanym według ogólnego projektu Hansa Dürera. Płaskorzeźby otwartego ołtarza, ze scenami z życia Marii, wykonał w srebrnej blasze, w technice trybowania Melchior Baier, w oparciu o drewniany model Petera Flötnera. Skrzydła zamkniętego ołtarza, ze scenami Męki Pańskiej, namalował Georg Pencz.
Ołtarz otwarty
- Część środkowa: Boże narodzenie, Hołd Trzech Króli, Oczyszczenie NMP, Zaśnięcie NMP (w zwieńczeniu).
- Prawe skrzydło: Zwiastowanie, Nawiedzenie, Ofiarowanie NMP w świątyni. W zwieńczeniu św. Wojciech.
- Lewe skrzydło: Obrzezanie Chrystusa, Spotkanie Joachima z Anną, Święta Rodzina u Joachima i Anny. W zwieńczeniu św. Stanisław.

Ołtarz zamknięty
- Wieczerza Pańska, Modlitwa w Ogrojcu, Chrystus przed Annaszem, Chrystus przed Kajfaszem, Chrystus przed Piłatem, Chrystus przed Herodem, Cierniem koronowanie, Upadek pod Krzyżem, Ukrzyżowanie, Zdjęcie z Krzyża, Złożenie do grobu, Chrystus w otchłani. W zwieńczeniu Zmartwychwstanie i Wniebowstąpienie.

Ponadto do ołtarza przynależy dostawiana predella z Wjazdem Chrystusa do Jerozolimy (przechowywana w skarbcu katedralnym). Dziełem Flötnera i Baiera są dwa srebrne świeczniki na ołtarzu. Brązowe świeczniki odlano w warsztacie Hansa Vischera.

#### Krata
Brązowa krata w wejściu, z herbami Polski, Litwy i Sforzów jest dziełem warsztatu Vischera z lat 1530 – 1532. W polu arkady uzupełnia ją żelazna krata z 1545 r.